# Компьютерное моделирование результатов пластических операций
Компьютерное моделирование результатов пластических операций — методика компьютерного моделирования, представляющая собой средство визуализации прогнозируемых результатов хирургической манипуляции. Для выполнения моделирования используется программа, в которую загружается фото до операции и указываются особенности анатомического строения тела пациента.

## Цели компьютерного моделирования
- Демонстрация пациенту предполагаемого результата пластической операции. Итогом моделирования является фото-изображение внешности пациента после проведения пластической операции.
- Общение хирургов с пациентами. Компьютерное моделирование позволяет наладить взаимопонимание между хирургами и их клиентами. Пациент может наглядно объяснить, какую внешность он хочет получить.
- Детальный анализ внешности. Его результатом становится подбор методики проведения операции и имплантатов.
- Маркетинг хирургической практики. Интернет-сервисы онлайн-моделирования результатов пластических операций являются хорошей рекламной площадкой для хирургов и клиник.
- Обучение молодых специалистов за счёт наглядности программ моделирования.

## История
Изначально хирурги делали наброски от руки, на которых изображали предполагаемый вид пациента после операции. 

В 20 веке, когда появилась возможность печати фотографий на бумаге, изображения пациента в профиль на тёмном фоне стали использовать для демонстрации возможных результатов операций редукционной ринопластики или подтягивания кожи лица и шеи. 

Следующим этапом стало появление мгновенной фотографии, когда демонстрация возможных изменений перестала занимать много времени. 

Широко использоваться в пластической хирургии компьютерное моделирование стало в начале 21 века с появлением современных мощных компьютерных систем создания изображений.

На сегодняшний момент существует два основных направления развития компьютерного моделирования результатов пластических операций: программы трёхмерного моделирования и онлайн-сервисы.

## Программы трёхмерного моделирования
Существующие программы предоставляют возможность моделирования результатов маммопластики и челюстно-лицевых операций.
С помощью подобных программ подготовка к моделированию и моделирование проводится во время консультации у пластического хирурга. Очная консультация у пластического хирурга является обязательной, поскольку для выполнения моделирования требуются фотографии тела пациента, сделанные в определённой технике.
Процедура компьютерного моделирования состоит из нескольких этапов. На первом делается серия фотоснимков пациента с разных ракурсов. Следующим шагом 3D-моделирования является компьютерная обработка полученных данных. Целью заключительного этапа является получение послеоперационной 3D-модели конкретной пациентка. Обычно весь процесс занимает от трёх дней до недели, поэтому эти программы неудобны для пациентов, выбирающих хирурга из другого города.

## Сервисы онлайн-моделирования
В отличие от программ моделирования, сервисы позволяют в интерактивном режиме производить моделирование любых типов пластических операций при участии и эксперта-хирурга и пациента. Пациент выбирает хирурга или хирургов, загружает в сервис свои фотографии, соответствующие требованиям моделирования. Далее моделирование происходит в режиме реального времени: пациент в окне браузера видит процесс моделирования, осуществляемый хирургом, и может оперативно высказывать свои пожелания хирургу. Алгоритмы моделирования операций на таких сервисах основаны на технологиях проведения самих операций, что увеличивает достоверность результата моделирования. По оценкам пластических хирургов, совпадение результатов моделирования и послеоперационная внешность пациента совпадают на 95 %.

## Преимущества компьютерного моделирования
- Высокая степень взаимодействия и взаимопонимания между врачом и пациентом.
- Наглядное представление результата операции.
- Пациент может участвовать в подборе формы и размера имплантатов.